# Etienne Gardé

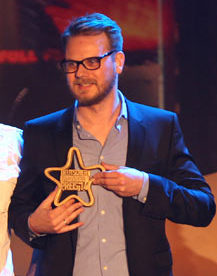
Etienne Gardé beim Webvideopreis 2014

Etienne Cédric „Eddy“ Gardé (* 8. Dezember 1978 in Frankfurt am Main) ist ein deutscher Fernsehmoderator. Er war Moderator bei The Show, Screen und Late Knights auf dem ehemaligen Fernsehsender GIGA TV. Von 2009 bis 2011 war er Redakteur und von 2011 bis 2014 Moderator der Computer- und Videospielesendung Game One. Gardé ist Mitbegründer der Medienproduktionsfirma Rocket Beans Entertainment GmbH und Moderator bei deren Sender Rocket Beans TV.

## Leben
Etienne Gardé wurde am 8. Dezember 1978 als Sohn einer Französisch- und Kunstlehrerin und eines Gynäkologen geboren. Er hat eine Schwester. Seine Großeltern väterlicherseits, Irena und Adam Gardé, gehörten zu den sogenannten Schindlerjuden und überlebten nur knapp das Konzentrationslager Auschwitz.
1998 bestand er in Frankfurt sein Abitur. Nach dem Studium der Sportwissenschaften und Amerikanistik an der Goethe-Universität in Frankfurt am Main, welches er nicht abschloss, absolvierte er Praktika in Medienunternehmen und Werbeagenturen. Später begann er ein Studium der Rechtswissenschaften, welches er aber auch nicht abschloss, woraufhin er 2007 Medienwirtschaft an der Rheinischen Fachhochschule Köln studierte.

## Karriere

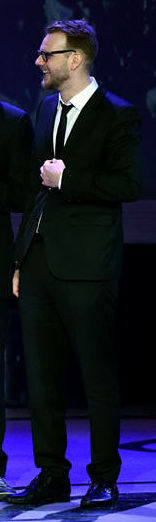

### Tätigkeit bei GIGA
Etienne Gardé gehörte zum Gründerteam von GIGA Games und  war von der ersten Sendung am 30. November 2000 an dabei. Neben Hannes Appell und später Felix Rick war er Netzreporter im Channel „PC“. Im Oktober 2003 hob er den eSports-Bereich bei GIGA Games aus der Taufe und wechselte vom PC-Bereich zu eSports. In dieser Zeit schrieb er zudem Kolumnen für die PC Action. Ab dem 1. November 2004 war er Netzreporter der Sendung GIGA eSports, er moderierte außerdem ausnahmslos alle sogenannten GrandSlams.
Nach Einstieg der ESL bei GIGA schied er aus dem GIGA-eSports-Team aus, nachdem er sich zunächst auf den eSports Talk zurückgezogen hatte. Mitte Juli 2006 bekam er mit Nils Bomhoff eine eigene Late-Night-Show namens Late Knights, die jeden Donnerstag lief. Außerdem moderierte er dienstags um 20:00 Uhr das DVD- und Filmmagazin Screen.

### Nach GIGA
Kurz vor Einstellung des Sendebetriebs im März 2009, kündigte er nach 9 Jahren, um nach Hamburg zu Game One zu gehen. Vom bevorstehenden Ende des Senders wusste er zum Zeitpunkt der Kündigung nach eigenen Angaben nichts. Er arbeitete bis September 2010 bei Bunch TV als Moderator des Kino und DVD-Magazins Seen zusammen mit Colin Gäbel. Das Format wurde im März 2011 von Animax bzw. AXN aufgegriffen und in Uncut – Das Filmmagazin umbenannt und endete im Jahr 2012.
Im September 2009 stieg er gemeinsam mit Nils Bomhoff bei Game One zunächst als Redakteur ein. Bei der Sendung arbeiteten bereits seine ehemaligen Kollegen Daniel Budiman und Simon Krätschmer. 2011 begann er bei Game One seine Moderation. Im Oktober 2011 wurde er Mitbegründer der Fernsehproduktionsfirma Rocket Beans Entertainment GmbH und war verantwortlich für die Produktion und den redaktionellen Inhalt der Sendung. Die Firma hat ihren Sitz in Hamburg und löste die vorherige Produktionsfirma Riesenbuhei Entertainment GmbH ab. Am 22. Dezember 2014 gab Viacom die Absetzung der Sendung nach 8 Jahren Produktion bekannt, die letzte neue Episode lief einen Tag später im Fernsehen.
Von April 2009 bis Oktober 2010 schrieb er auf DerWesten.de mit seinen Kollegen für die Kolumne Bomgard & Budimon.
Im September 2013 übernahmen er und Nils Bomhoff die Webmoderation bei der ersten Staffel von Promi Big Brother.
2018 hatte er einen Cameo-Auftritt in der Comedy-Serie jerks., sowie 2021 in der Serie How to Sell Drugs Online (Fast).

### Tätigkeit bei Rocket Beans TV
Im Jahr 2012 gründete die Firma Rocket Beans Entertainment GmbH ihren eigenen YouTube-Kanal Rocket Beans TV. Dort moderierte Gardé besonders häufig das Talkformat Almost Daily und das Filmformat Kino+. Für eines der Videos erhielt der Kanal 2014 den Deutschen Webvideopreis.
Nach der Absetzung von Game One beschloss die Firma, das Konzept des YouTube-Kanals auf einen täglich laufenden Sender zu übertragen. Am 15. Januar 2015 ging der Sender mit dem Namen Rocket Beans TV an den Start und strahlte fortan Programminhalte auf dem Streamingportal Twitch bzw. seit dem 1. September 2016 auf YouTube aus. Im Juni 2015 wurde der Sender mit dem Webvideopreis 2015 für die Verdienste des vergangenen Jahres ausgezeichnet.
Gardé moderiert einzelne Formate zu Themen wie Computerspielen und Fußball. Er war Co-Moderator in der Show Bohn Jour, selbige Rolle übt er gegenwärtig im Magazin Kino+ aus. Regelmäßig ist er außerdem Moderator des Talkformats Almost Daily sowie der Morning-Show #MoinMoin. Montags moderiert er das Fußball-Magazin Bohndesliga.

### Podcasts
Seit Februar 2018 produziert er zusammen mit George Zaal und Jochen Dominicus den Podcast ohne (richtigen) Namen. Die Episoden erscheinen im wöchentlichen Rhythmus und sind meist etwa 1 Stunde und 30 Minuten lang. Seit Februar 2021 produziert er zudem zusammen mit George Zaal, Jochen Dominicus und Alice Westerholt den Podcast Verbrechen ohne (richtigen) Namen. Den Podcast Podcast Schmodcast, welcher seit August 2021 wöchentlich erscheint, nimmt er gemeinsam mit Katjana Gerz auf.

## Deutscher Fernsehpreis 2017
Am 2. Februar 2017 wurde Etienne Gardé (als Teil von Rocket Beans) der Deutsche Fernsehpreis in der Kategorie „Beste Moderation Unterhaltung“ verliehen.

## Privates
Gardé ist verheiratet und hat zwei Söhne. Er lebt in Elmshorn.